# Aora trichobostrychus
Aora trichobostrychus är en kräftdjursart. Aora trichobostrychus ingår i släktet Aora och familjen Aoridae. Inga underarter finns listade i Catalogue of Life.